# Giuseppe Orosi

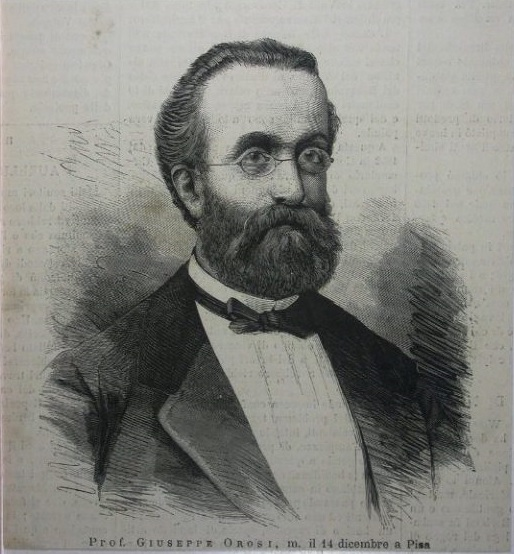
Giuseppe Orosi

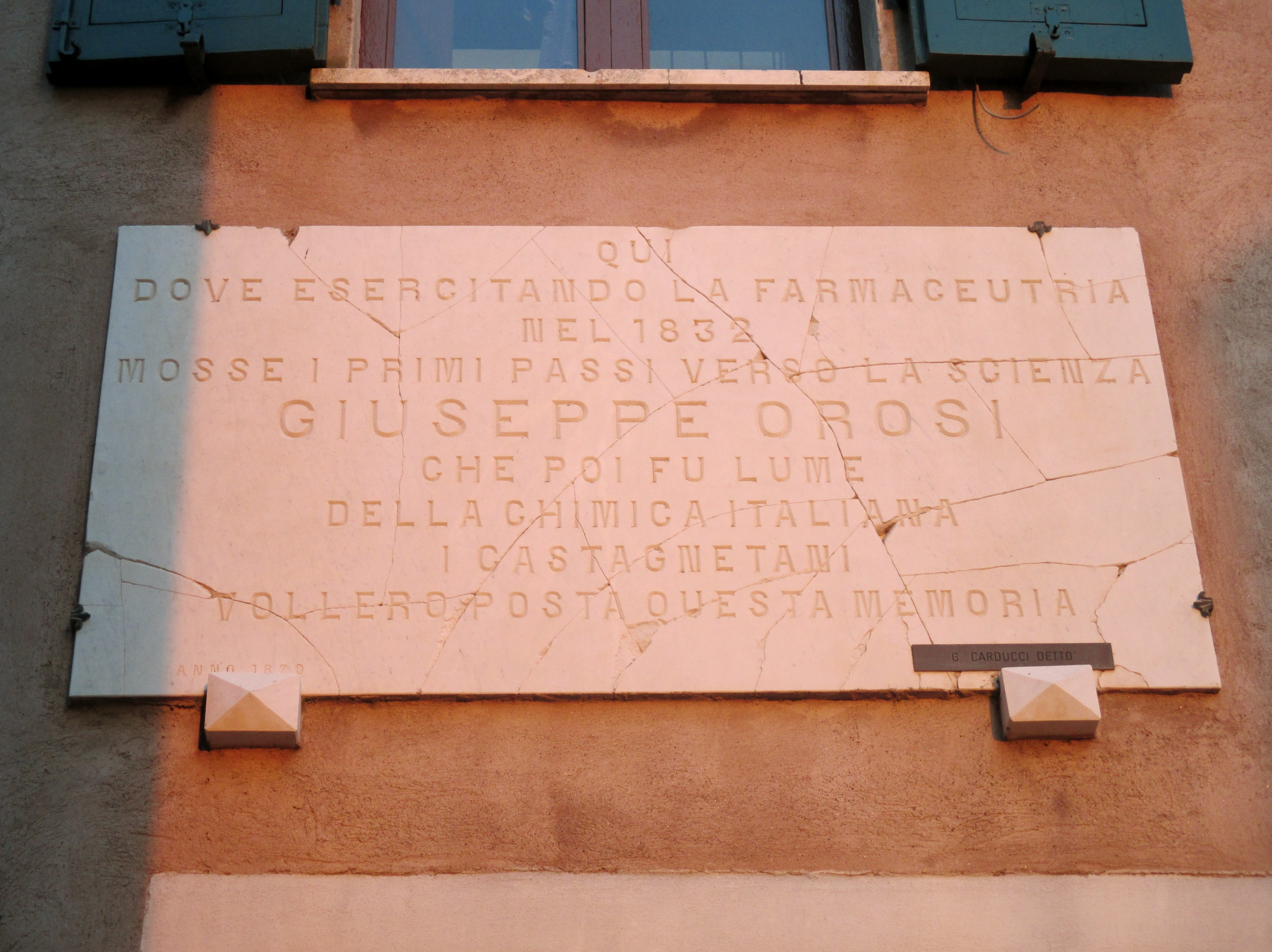
Targa marmorea in ricordo di Giuseppe Orosi, a Castagneto Carducci

Giuseppe Orosi (Pisa, 17 marzo 1816 – Livorno, 14 dicembre 1875) è stato un chimico italiano.

## Biografia
Nella fede di battesimo, del 19 marzo, risulta un ‘trovatello’. Secondo i biografi, il padre morì non molto tempo dopo la sua nascita, e, quando il ragazzo raggiunse il quindicesimo anno di età, la madre si sposò nuovamente. Rifiutato dal patrigno, Orosi andò a vivere presso alcuni parenti che abitavano a San Giuliano Terme, non lontano da Pisa. Né i nomi dei genitori né del patrigno vengono mai menzionati nei documenti che lo riguardano.
Appena compiuti gli studi superiori si iscrisse all'Università di Pisa come studente di Farmacia. Dopo essersi laureato trovò impiego in una spezieria di Castagneto Carducci e quindi nella farmacia Villoresi di Livorno. Nel tempo libero si interessava di lettere, architettura, matematica, lingue straniere e latino. Concretizzò la sua passione per la letteratura pubblicando una traduzione commentata delle lezioni di filosofia del Dumas; inoltre stampò la Farmacopea Italiana e creò un Dizionario di scienze industriali.
Nel 1842 vinse il concorso per intendente di farmacia presso l'ospedale di Livorno.
Dopo la morte del professore di Chimica Raffaele Piria, fu nominato direttore del laboratorio chimico Corridi. Fondò, successivamente, a Livorno il laboratorio di prodotti chimici Contessini-Orosi, che conquistò in breve tempo il primo posto tra gli stabilimenti chimici italiani.
Nel 1849 fu nominato professore all'Università di Firenze, ma dopo la restaurazione del Granducato Lorenese fu subito dimesso da tale incarico. Tuttavia, dopo il crollo del regime dei Lorena riprese il suo posto come professore e tornò a lavorare presso l'ospedale di Livorno.
Con l'annessione del Granducato al Regno d'Italia, fu nominato professore onorario presso la scuola di Santa Maria Nuova, a Firenze.
Nel 1860 divenne professore ordinario a Pisa, dove, nel 1865, fondò la Scuola universitaria di farmacia.
Fu impegnato anche politicamente, prendendo parte al consiglio comunale di Livorno in più occasioni.
Come ricorda una lapide del 1908 collocata presso le terme di San Giuliano, nei pressi di Pisa, Giuseppe Orosi, direttore della Scuola di Farmacia di Pisa dal 1865 al 1875, iniziò qui le prime ricerche chimiche sulle virtù terapeutiche dell'acqua termale. Analogamente, nel 1855, a Livorno eseguì le analisi della sorgente attorno al quale sarebbe sorto, in seguito, lo stabilimento termale Acque della Salute.
Morì a Livorno a seguito di un cancro allo stomaco.
Fu sepolto nel Camposanto monumentale di Pisa.

## Farmacologia teorica e pratica o Farmacopea italianadigitalizzato
La versione digitalizzata della Farmacologia teorica e pratica o Farmacopea italiana di Giuseppe Orosi (Mansi, 1849) è accessibile su Impronte digitali, la piattaforma delle collezioni digitalizzate del Sistema Bibliotecario di Ateneo dell'Università di Firenze .

## Pubblicazioni maggiori
- Dell'azione dell'jodio sulle orine: del prof. G. Orosi, in Annali di chimica applicata alla medicina cioè alla farmacia, alla tossicologia, all'igiene, alla fisiologia, alla patologia e alla terapeutica, vol. 37, fascicolo 3, (set. 1863),  p. 167.
- Falsificazione del solfato di chinina col solfato di chinidina: del cav. prof. G. Orosi, in Annali di chimica applicata alla medicina cioè alla farmacia, alla tossicologia, all'igiene, alla fisiologia, alla patologia e alla terapeutica, vol. 38, fascicolo 3, (mar. 1864),  p. 165.
- Le dottrine chimiche intorno agli equivalenti ed agli atomi: introduzione allo studio della chimica odierna, in Annali di chimica applicata alla medicina cioè alla farmacia, alla tossicologia, all'igiene, alla fisiologia, alla patologia e alla terapeutica, vol. 50, fascicolo 3, (mar. 1870),  p. 190.
- Manuale dei medicamenti galenici e chimici, con la descrizione dei loro caratteri, la loro preparazione, la virtù terapeutica, le formole di uso medico, le incompatibilità relative, le adulterazioni commerciali, gli antidoti, ecc.; di Giuseppe Orosi, in Annali di chimica applicata alla medicina cioè alla farmacia, alla tossicologia, all'igiene, alla fisiologia, alla patologia e alla terapeutica, vol. 44, fascicolo 4, (apr. 1867),  p. 263.
- Manuale di chimica analitica, inorganica, qualitativa e quantitativa: di Giuseppe Orosi, in Annali di chimica applicata alla medicina cioè alla farmacia, alla tossicologia, all'igiene, alla fisiologia, alla patologia e alla terapeutica, vol. 52, fascicolo 1, (gen. 1871),  p. 61.
- Manuale dei medicamenti galenici e chimici, con la descrizione dei loro caratteri, la loro preparazione, la virtù terapeutica, le formole di uso medico, le incompatibilità relative, ecc..